# Prundu (okręg Giurgiu)
Prundu – wieś w Rumunii, w okręgu Giurgiu, w gminie Prundu. W 2011 roku liczyła 3549 mieszkańców.